# Mylabris sibutensis
Mylabris sibutensis es una especie de coleóptero de la familia Meloidae.

## Distribución geográfica
Habita en el Chad.